# Charles Manring
Charles David Manring (Cleveland, 18 agosto 1929 – Bethesda, 7 agosto 1991) è stato un canottiere statunitense.

## Palmarès

### Olimpiadi
- 1 medaglia:
  - 1 oro (Helsinki 1952 nell'otto)